# Czerwona Górka (Bartoszyce)
Pour l’article homonyme, voir Czerwona Górka (Sainte-Croix).
Czerwona Górka est un village polonais de la voïvodie de Varmie-Mazurie, dans le powiat de Bartoszyce.